# Cantó de Soisy-sous-Montmorency
El cantó de Soisy-sous-Montmorency és un antic cantó francès del departament de Val-d'Oise, que estava situat al districte de Sarcelles. Comptava amb 3 municipis i el cap era Soisy-sous-Montmorency.
Al 2015 va desaparèixer i el seu territori va passar a formar part del cantó de Montmorency.

## Municipis
- Andilly
- Margency
- Soisy-sous-Montmorency

## Història
| Data d'elecció                           | Identitat           | Partit            | Qualitat |
| ---------------------------------------- | ------------------- | ----------------- | -------- |
| 1967-1970                                | Philippe Ferreboeuf | Divers droite     |          |
| 1970-1976                                | M. Leclerc          | UDR               |          |
| 1976-2001                                | Roger Faugeron      | CD, divers droite |          |
| 2001-                                    | Luc Stréhaiano      | RPR, després UMP  |          |
| les dades anteriors no són pas conegudes |                     |                   |          |
|                                          |                     |                   |          |

## Demografia
| A partir de 1990: Població sense dobles comptes |